# Castle Rising
Castle Rising – wieś w Anglii, w hrabstwie Norfolk, w dystrykcie King’s Lynn and West Norfolk. Leży 59 km na zachód od Norwich i 149 km na północ od Londynu.
Miejscowość liczy 225 mieszkańców.